# 高順
高順（？—199年2月7日），东汉末年呂布手下中郎將。呂布兵敗後，拒降曹操，被處絞刑。
《太平御览》引《陈留耆旧记》称高顺字孝父，其实是为避宋孝宗讳，将原文“高慎字孝甫”中的高慎改为了高顺。

## 生平

### 威武勇猛
高順何時開始追隨呂布並無記載，麾下將士嚴守軍紀軍備嚴整且作戰時勇猛，高順每次都能很快速地攻陷敵方陣營，攻無不克。

### 弭平叛亂
建安元年196年，呂布趁劉備東擊袁術於淮水時襲取下邳，之後呂布自稱徐州刺史。6月夜半，呂布部將郝萌發動叛亂，攻擊下邳城的太守府，呂布急忙逃到高順的營內，高順馬上讓出督將位子給呂布幫他遮掩狼狽樣。高順詢問呂布有沒有什麼反賊相關的線索，呂布只回答聽到河內口音的話，高順判斷出反賊是郝萌，並立即帶兵擊殺郝萌平定叛亂。

### 知忠不用
高順曾經對呂布做過諫言，「凡破家亡國，非無忠臣明智者也，但患不見用耳。將軍舉動，不肯詳思，輒喜言誤，誤不可數也。」但呂布無法接受這太過直白刺耳的建言而不理會高順，儘管呂布認同高順的才能，然而並不重用高順。
高順也與軍師陳宮不合，曾屬郝萌的曹性招出陳宮同為勾結袁術的同黨，在席的陳宮為之面紅，但愛惜陳宮智謀的呂布選擇原諒陳宮，更為了拉攏陳宮的心而刻意疏遠高順。呂布和魏續有親戚關係，呂布還下令高順的兵權轉給魏續，直到戰時才由高順統領。雖然受此對待，高順卻毫無怨言，仍默默為呂布盡忠。
建安二年197年，東海人蕭建為瑯邪相，受呂布威嚇後欲獻上貢品給呂布，但蕭建被臧霸擊破，貢品物資皆被臧霸所獲，呂布得知便率兵征伐，高順諫阻呂布：「將軍躬殺董卓，威震夷狄，端坐顧盼，遠近自然畏服，不宜輕自出軍；如或不捷，損名非小。」但呂布不聽，臧霸果然堅守城池使呂布不能攻克，最後無功而返。

### 下邳兵敗
建安三年198年9月，呂布感到劉備的威脅，命高順和張遼協力攻打劉備駐城小沛，曹操命夏侯惇率軍解救劉備，被高順所敗。
同月，曹操親自東征呂布，呂布連三次戰敗便於下邳堅守城池不出。
12月，侯成、宋憲、魏續等人反叛呂布，捉拿高順、陈宫並率領部眾歸降曹操，吕布慘敗投降。
陳宮、高順、呂布等人被擒到曹操面前，都被下令絞殺後梟首，與呂布、陳宮的人頭一同送到許昌，在許昌城門前將首級懸掛示眾。

## 性格
高顺为人清白有威严，少言语，不饮酒，不受馈赠，所统率的部队精锐非常，攻无不克，名为“陷阵营”。

## 评价
- 王粲《英雄记》：“顺为人清白有威严，不饮酒，不受馈遗。所将七百余兵，号为千人，铠甲斗具皆精练齐整，每所攻击无不破者，名为陷阵营。顺每谏布，言“凡破家亡国，非无忠臣明智者也，但患不见用耳。将军举动，不肯详思，辄喜言误，误不可数也”。布知其忠，然不能用。布从郝萌反后，更疏顺。以魏续有外内之亲，悉夺顺所将兵以与续。及当攻战，故令顺将续所领兵，顺亦终无恨意。”
- 司马光《传家集》：“或问陈登、高顺皆有过人之才，俱事吕布。而登输心魏祖，亲为反间；顺尽力於布，与之偕死。意者顺贤登欤。应之曰：不然，古者列国并立，同事王室。故先王制礼，诸侯有王、大夫有君，君臣始终，有死无贰。汉氏平壹海内，万国一君，天下之君，唯帝室耳。顺於吕布，虽备将佐，无委质之分。布者反覆乱人，非能辅佐汉室，而又强暴无谋，败亡有证。登知几轻举以存易亡，徐、豫克清，百姓苏息。顺托身失所，迷逺不复，以陷大戮。易称比之匪人，岂谓顺耶。其才虽美，未能及登。以兹观之，优劣见焉。”

## 艺术形象

### 三国演义
三国演义第十八回提到，高顺军在下邳城外与夏侯惇军交战时曾与其单挑。双方大战了四五十个回合夏侯惇击败了高顺，高顺欲退回城内，夏侯惇则令其战马追赶。夏侯惇追赶至高顺军深处，此时，高顺的部下曹性偷偷地用弓箭瞄准了夏侯惇，然后，弓箭射中了夏侯惇的左眼。夏侯惇把箭矢从眼睛里拔了出来，而且眼球也随着箭矢被拔了出来，随后，他吞下了自己的眼球并策马直奔曹性，一枪刺穿了曹性的面部，曹性身死，高顺则命令部队进攻。最后，高顺击败了夏侯惇的部队。
第十九回提到，却说高顺引张辽击关公寨，吕布自击张飞寨，关、张各出迎战。高顺独领一军，白门楼時提及：须臾，众拥高顺至。操问曰：“汝有何言？”顺不答。操怒命斩之。

### 後漢演義
在後漢演義第七十六回，提到高順有部下精銳騎兵七百餘人，叫做陷陣軍，所向無前。擊破夏侯惇，攻沛城，並與張遼合擊衝散劉備、關羽、張飛。將俘虜的甘、麋二位夫人派兵監押送往徐州。
第七十七回則提及，曹操擒獲高順後知其忠勇打算勸降高順，高順卻不領情地說：「寧死不降！」，而後曹操就將呂布及高順一起處決。

### 動漫
- 三國志
- 三國演義
- 《橫山光輝三國志》（橫山光輝）
- 《蒼天航路》（王欣太）
- 《火鳳燎原》（陳某）

### 影视
1994年电视剧《三國演義》，高顺出场于第十二集和第十三集；2013年电视剧《曹操》，高顺出场于第三十一集和第三十二集。两部电视剧均未标明高顺的饰演者。